# Juegos Mediterráneos de 2009
Los Juegos Mediterráneos de 2009, oficialmente conocidos como los XVI Juegos Mediterráneos (en italiano: XVI Giochi del Mediterraneo) fue un evento multideportivo que tuvo lugar en Pescara (Italia), del 26 de junio al 5 de julio de 2009, bajo la denominación Pescara 2009. 
Se rige por el Comité Internacional de los Juegos Mediterráneos. Un total de 3.368 atletas de 23 Comités olímpicos nacionales participaron en los juegos. Montenegro participó por primera vez en estos juegos, tras su independencia en 2006. El programa incluyó competiciones en 24 deportes distintos, incluyendo tres deportes no olímpicos (bochas, karate y esquí acuático). El golf se incluirá en el programa olímpico de los Juegos Olímpicos de Río de Janeiro de 2016, pero hasta entonces no era deporte olímpico. El esquí acuático fue introducido como deporte de exhibición.
Cabe destacar, que con esta edición de los juegos, es la tercera vez que Italia organiza los juegos desde Nápoles 1963 y Bari 1997.
Pescara se adjudicó los juegos el 18 de octubre de 2003 en Almería, España, ciudad que albergó la edición de 2005. Allí, Pescara venció a las otras ciudades aspirantes a organizar los juegos, que eran Rijeka y Patras. El comité organizador de los Juegos, Comitato Organizzatore dei XVI Giochi del Mediterraneo (COJM), fue creado en 2006 para supervisar la puesta en escena de los Juegos.
Se tuvo la participación de 23 países.
Un total de 33 sedes fueron utilizados como sede de los eventos, incluyendo Stadio Adriatico como escenario principal que acogió tanto las de apertura y clausura, así como la competencia de atletismo y de fútbol definitivo. Muchos eventos se llevaron a cabo en varias ciudades diferentes. El logotipo oficial de los Juegos del Mediterráneo 2009 contó con ilustraciones gráficas sencillas de las montañas y el mar del Abruzzo, y un oso pardo bautizado Marsican fue elegido como la mascota de los Juegos.
En cuanto el ámbito deportivo, atletas de 21 países participantes ganaron medallas, dejando a dos países sin ninguna medalla; 18 de ellos ganaron al menos una medalla de oro. Fueron otorgadas un total de 782 medallas (243 de oro, 244 de plata y 295 de bronce). Los competidores de la nación anfitriona, Italia, lideraron el medallero por undécima vez en la historia de los Juegos, con 64 medallas de oro. La nadadora italiana Federica Pellegrini y el nadador español Aschwin Wildeboer Faber establecen nuevos récords mundiales en sus respectivos eventos.
El lema para estos juegos fue Dove vince lo sport, traducido al español como Donde vence el deporte.

## Introducción
Los Juegos del Mediterráneo son un evento multideportivo, al igual que los Juegos Olímpicos (aunque en una escala más pequeña), con la participación exclusiva de los países que tengan costas con el Mar Mediterráneo, lo que involucra a países de Europa, África y Asia. Los Juegos se iniciaron en 1951 y se celebran cada cuatro años. La idea de celebrar los Juegos Mediterráneos fue idea de Muhammed Taher Pacha, que era el presidente del Comité Olímpico de Egipto y el vicepresidente del Comité Olímpico Internacional (COI). Esta idea se planteó en una reunión durante los Juegos Olímpicos de Londres 1948. Según él, los Juegos "fueron diseñados específicamente para reunir a los países musulmanes y europeos que rodean la cuenca del Mediterráneo" para promover la comprensión a través de la competición deportiva.
La primera edición de los Juegos Mediterráneos se celebró en la ciudad egipcia de Alejandría en 1951, atrayendo a 734 competidores de 10 naciones. A las mujeres no se les permitió competir. Italia fue sede de los Juegos por primera vez en en 1963 en Nápoles -la cuarta edición de los Juegos. Nápoles fue la segunda ciudad de Europa (después de Barcelona en 1955) en ser sede de los Juegos. Treinta y cuatro años más tarde, otra ciudad italiana, Bari, fue sede de los Juegos.

## Organización

### Elección de la ciudad sede

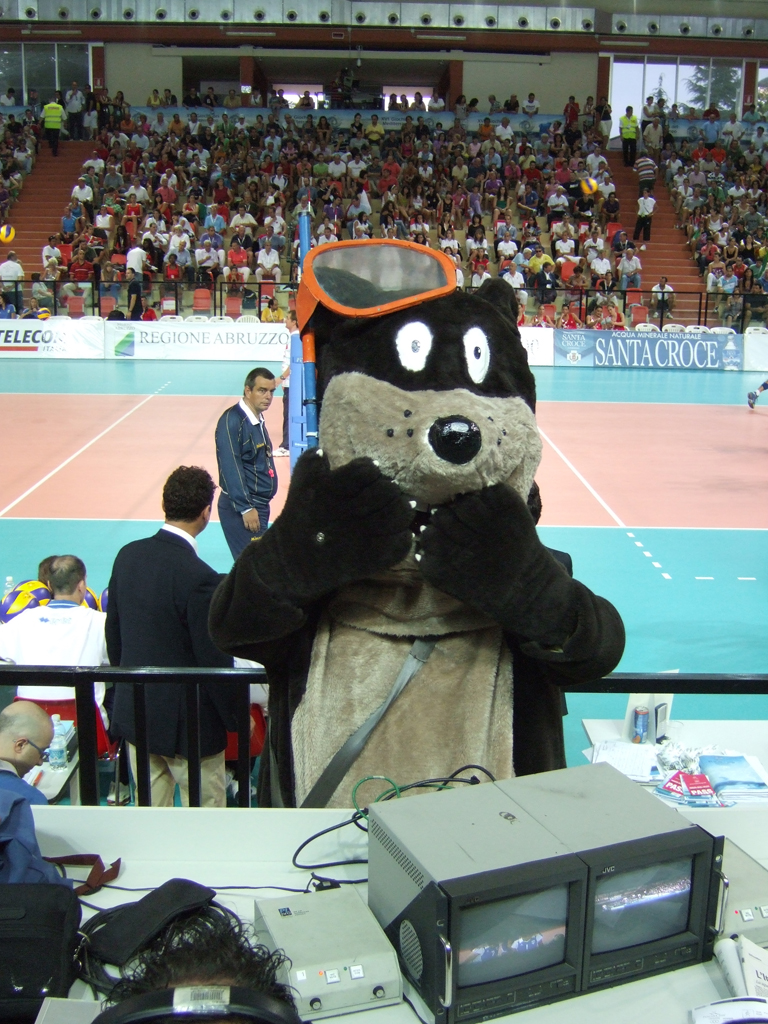
Mascota de los juegos

Pescara fue elegida sede de los juegos el 18 de octubre de 2003 en Almería, España, derrotando a las candidaturas de Rijeka y Patras. La decisión para ELEGIR la ciudad anfitriona se hizo después de la votación de los miembros del Comité Internacional de los Juegos del Mediterráneo, celebrado en Almería, sede de los Juegos del Mediterráneo de 2005. La ciudad croata de Rijeka, fue la primera ciudad en ser eliminado, seguido de la ciudad griega de Patras. Esta fue la tercera vez que cualquier ciudad italiana acogió este evento deportivo.
Los delegados del Comité Olímpico Croata quedaron indignados ante esta decisión, sobre todo porque era su cuarto intento en los últimos años para tratar de albergar los juegos. Croacia se postuló para los juegos en 1995, 1997, 1999 y 2001, respectivamente. El ex Primer ministro de Croacia y el presidente del Comité Olímpico Croata expresaron su decepción argumentando que "eso demuestra una vez más, que los países pequeños no tienen ninguna posibilidad de competir con los grandes". La candidatura de Croacia fue apoyado por el presidente y director ejecutivo de la Formula One Management y Formula One Administration, Bernie Ecclestone, por Goran Ivanišević, medallista olímpico de bronce en Barcelona 1992en el tenis y por Davor Suker ganador de la Bota de Oro la Copa Mundial de la FIFA de 1998.

### Comité organizador
El dei XVI Comitato Organizzatore Giochi del Mediterraneo - Pescara 2009 (en español: Comité Organizador de los XVI Juegos Mediterráneos - Pescara 2009; abreviado como COJM) fue creado en 2006 para supervisar la puesta en escena de los Juegos. El comité estuvo a cargo de la implementación y organización de los Juegos, y para mantener la infraestructura y prestar otros servicios. El directorio de la comisión directiva constaba de los políticos, los miembros del comité olímpico de Italia, y los presidentes de los distintas federaciones deportivas italianas. Mario Pescante fue nombrado comisario extraordinario de los Juegos en 2008 por el gobierno italiano. Había ocupado el mismo cargo durante la Juegos Olímpicos de Invierno de 2006, que se celebró en Turín.
Unas semanas antes de los Juegos el 18 de mayo de 2009, Sabatino Aracu dimitió de su cargo de presidente del comité organizador, a fin de permitir su disolución, lo que según él era "incapaz de tomar medidas urgentes." Según informes, la decisión de Aracu fue motivado por las razones burocráticas. Más tarde fue nombrado Presidente de Honor de los Juegos.

### Logotipo y mascota
El logotipo oficial de esta edición de los Juegos del Mediterráneo contó con ilustraciones gráficas sencillas de las montañas y el mar de la región de Abruzzo. Pescara es la capital de la provincia homónima, que está situada en la región de Abbruzo. La mascota oficial de Pescara 2009 fue un oso pardo de los Apeninos (Ursus arctos marsicanus) que llevaba una máscara de buceo, chancletas y aletas de buceo en sus manos. El oso pardo de los Apeninos es una especie muy amenazada, estado crítico de extinción, y en Italia cuenta con una gama restringida al Parque nacional de los Abruzos. La mascota fue presentada por el Comité Ejecutivo de los Juegos del Mediterráneo durante su reunión en Pescara del 24 al 28 de marzo de 2008.

### Medallas

Medalla simbólica tradicional de los Juegos Mediterráneos.

Las medallas de los Juegos fueron diseñados y producidos por la empresa italiana, COINART, especializada en la fabricación de medallas, joyas, insignias, placas y trofeos. Las medallas fueron formados por latón, bronce y oro. En el anverso aparece el logotipo de los Juegos, la forma estilizada de un atleta que representa para sumergirse en las olas, con la inscripción "Pescara 2009" y "XVI Jeux méditerranéens" (que significa el nombre oficial de los juegos en francés) y el logo del CIMJ en la parte inferior de tres aros entrelazados, en representación de África, Asia y Europa. En el inverso de la medalla se presenta el Guerrero de Capestrano (italiano: Guerriero di Capestrano), una estatua del siglo IV a. C., que mide más de dos metros de altura. La estatua fue descubierta en 1934 en Capestrano, Provincia de L'Aquila, en la región deAbruzos. Es ampliamente considerado como una evidencia arqueológica de los asentamientos prerromanos en Abruzzo.

### Sedes

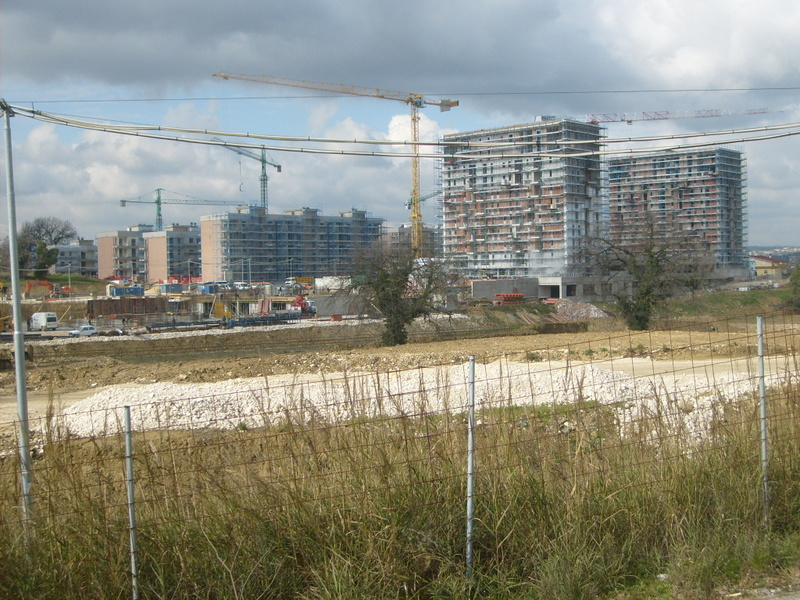
Imagen de la villa mediterránea en proceso de construcción

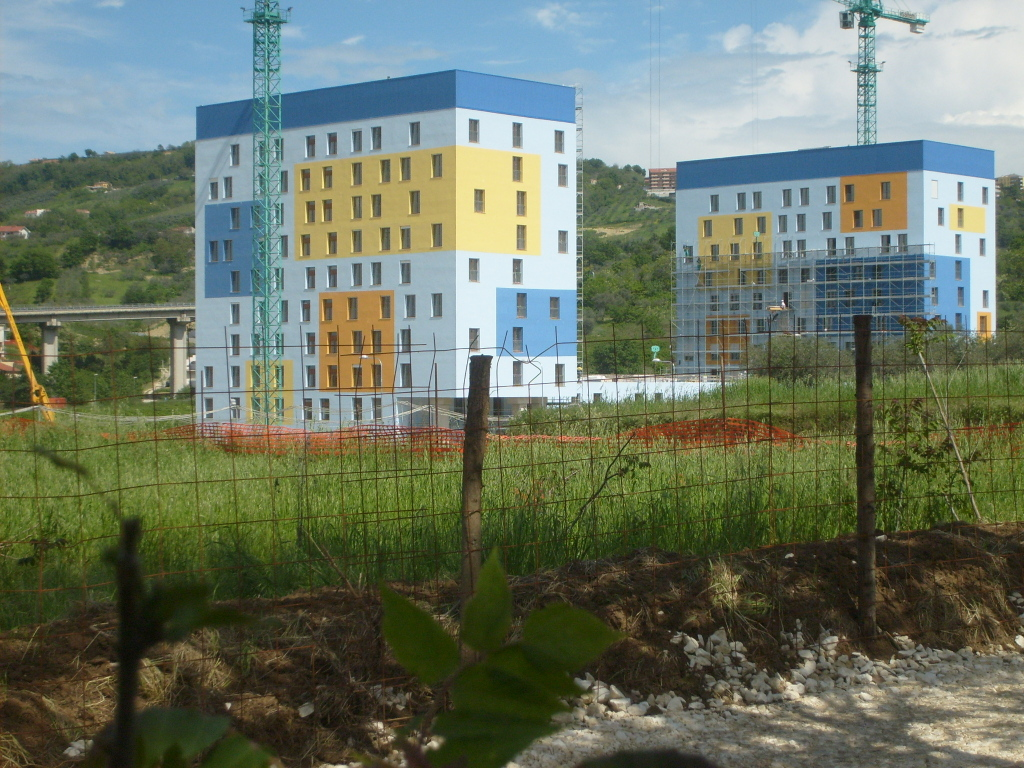
Imagen de la villa mediterránea finalizada.

El principal estadio de los Juegos del Mediterráneo 2009 fue el Stadio Adriatico. El estadio recibió importantes renovaciones y mejoras a un costo de alrededor de € 10 millones. El estadio acogió las competencias de atletismo y las finales de fútbol. Se utilizaron un total de 33 sedes para acoger los eventos durante los Juegos. Muchos eventos se llevaron a cabo en varias ciudades diferentes, cumpliendo el rol de ciudades sub-sedes.
La Villa Mediterránea proporcionó alojamiento, alimentó y sirvió como base de entrenamiento para los atletas de los Juegos. Fue diseñado por el arquitecto italiano Paolo Desideri, y el costo total del proyecto fue de € 150 millones. Estaba situada en el municipio de Chieti y se extendía sobre un área de 7.3 hectáreas, incluyendo también un parque público de unas 2,8 hectáreas. Más de 450 apartamentos alojaron a los atletas y a los oficiales de equipo.
Este "pueblo" fue diseñado de acuerdo a la arquitectura moderna y se decía que había adoptado características verdes como la calefacción solar de agua. Hubo varias instalaciones claves tales como un restaurante, un centro médico y una sala de conferencias con un aforo de 800 personas se alojaron allí. la gimnasta Fabrizia D'Ottavio fue nombrada alcalde del pueblo.
| Ciudad               | Sede                        | Deporte                       | Capacidad | Ref    |
| -------------------- | --------------------------- | ----------------------------- | --------- | ------ |
| Pescara              | Stadio Adriatico            | Atletismo                     | 22,000    | [ 21 ] |
| Pescara              | Stadio Adriatico            | Fútbol                        | 22,000    | [ 21 ] |
| Chieti               | Stadio Guido Angelini       | Fútbol                        | 12,750    | [ 22 ] |
| Lanciano             | Stadio Guido Biondi         | Fútbol                        | 6,500     | [ 23 ] |
| L'Aquila             | Stadio Tommaso Fattori      | Fútbol                        | 5,000     | [ 24 ] |
| Francavilla al mare  | Stadio Valle Anzuca         | Fútbol                        | 1,500     | [ 25 ] |
| Teramo               | Stadio Comunale             | Fútbol                        | 8,000     | [ 26 ] |
| Pescara              | Stadio del mare             | Voléy playa                   | 2,000     | [ 27 ] |
| Pescara              | Stadio Adriano Flacco       | Bochas                        | 800–1,000 | [ 28 ] |
| Bomba                | Lago di Bomba               | Canotaje                      | 1,000     | [ 29 ] |
| Bomba                | Lago di Bomba               | Remo                          | 1,000     | [ 29 ] |
| Pescara              | Street circuit              | Ciclismo                      |           | [ 30 ] |
| Chieti               | PalaTricalle                | Gimnasia artística            | 2,400     | [ 31 ] |
| Silvi                | Pala Universo               | Gimnasia artística            | 2,000     | [ 32 ] |
| Miglianico           | Golf Club Miglianico        | Gold                          |           | [ 33 ] |
| Pescara              | Stadio Adriatico            | Atletismo para discapacitados | 22,000    | [ 21 ] |
| Pescara              | Piscine Le Naiadi           | Natación para discapacitados  | 4,000     | [ 34 ] |
| Pescara              | Centro Sportivo Febo        | Judo                          | 800–1,500 | [ 35 ] |
| Pescara              | Centro Sportivo Febo        | Lucha                         | 800–1500  | [ 35 ] |
| Pescara              | Piscine Le Naiadi           | Natación                      | 4,000     | [ 34 ] |
| Pescara              | Centro Sportivo Febo        | Karate                        | 800–1,500 | [ 35 ] |
| Pescara              | PalaElettra                 | Baloncesto                    | 2,000     | [ 36 ] |
| Pescara              | PalaElettra II              | Baloncesto                    | 555       | [ 37 ] |
| Teramo               | PalaScapriano               | Baloncesto                    | 3,500     | [ 38 ] |
| Roseto degli Abruzzi | PalaMaggetti                | Baloncesto                    | 4,000     | [ 39 ] |
| Ortona               | Palasport                   | Baloncesto                    | 1,450     | [ 40 ] |
| Pescara              | Palasport Giovanni Paolo II | Balonmano                     | 2,000     | [ 41 ] |
| Chieti               | Palasport Santa Filomena    | Balonmano femenino            | 1,500     | [ 42 ] |
| Pescara              | Piscine Le Naiadi           | Waterpolo                     | 4,000     | [ 34 ] |
| Chieti               | PalaTricalle                | Voleibol                      | 2,400     | [ 31 ] |
| Montesilvano         | PalaRoma Montesilvano       | Voleibol                      | 1,500     | [ 43 ] |
| Vasto                | Sports Hall of Vasto        | Voleibol                      | 1,700     | [ 44 ] |
| Avezzano             | Palaghiaccio                | Boxeo                         | 2,000     | [ 45 ] |
| Pineto               | PalaVolley S. Maria         | Esgrima                       | 1,000     | [ 46 ] |
| Pescara              | Arena del Mare              | Esquí acuático                | 2,000     | [ 47 ] |
| Pescara              | PalaRigopiano               | Halterofilia                  | 1,200     | [ 48 ] |
| Chieti               | Centro ippico "Teaterno"    | Ecuestre                      | 1,000     | [ 49 ] |
| Pescara              | Tennis Club Pescara         | Tenis                         | 1,500     | [ 50 ] |
| Lanciano             | Palasport                   | Tenis de mesa                 | 2,000     | [ 51 ] |
| Pescara              | Centro Sportivo Febo        | Tiro                          | 100       | [ 52 ] |
| Manoppello           | Polígono S.Uberto           | Tiro al plato                 | 1,000     | [ 53 ] |
| Pescara              | Marina de la ciudad         | vela                          | 2,000     | [ 54 ] |

## Calendario

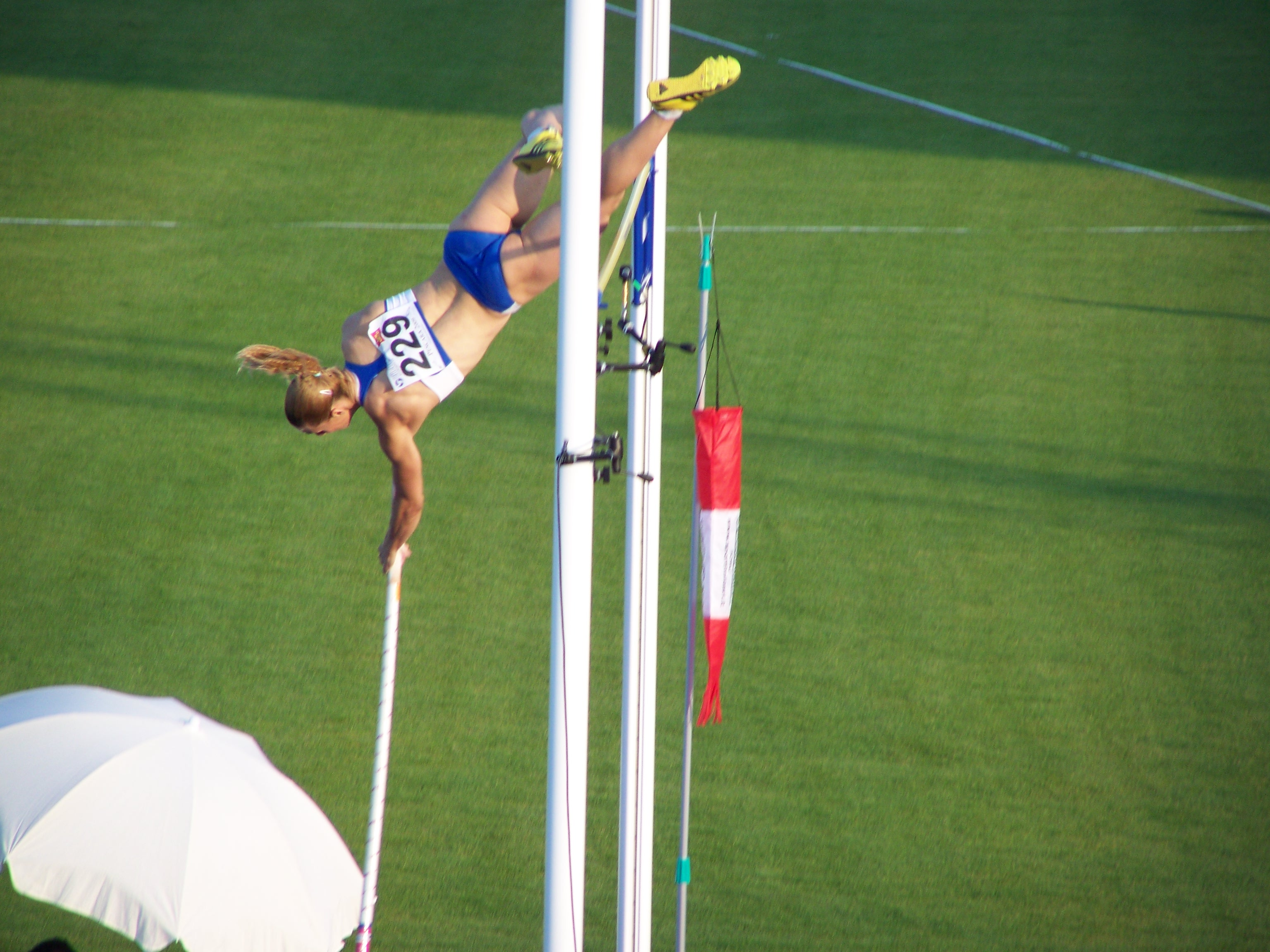
Greek athlete Nikoleta Kyriakopoulou durante el evento de salto con pértiga femenino.

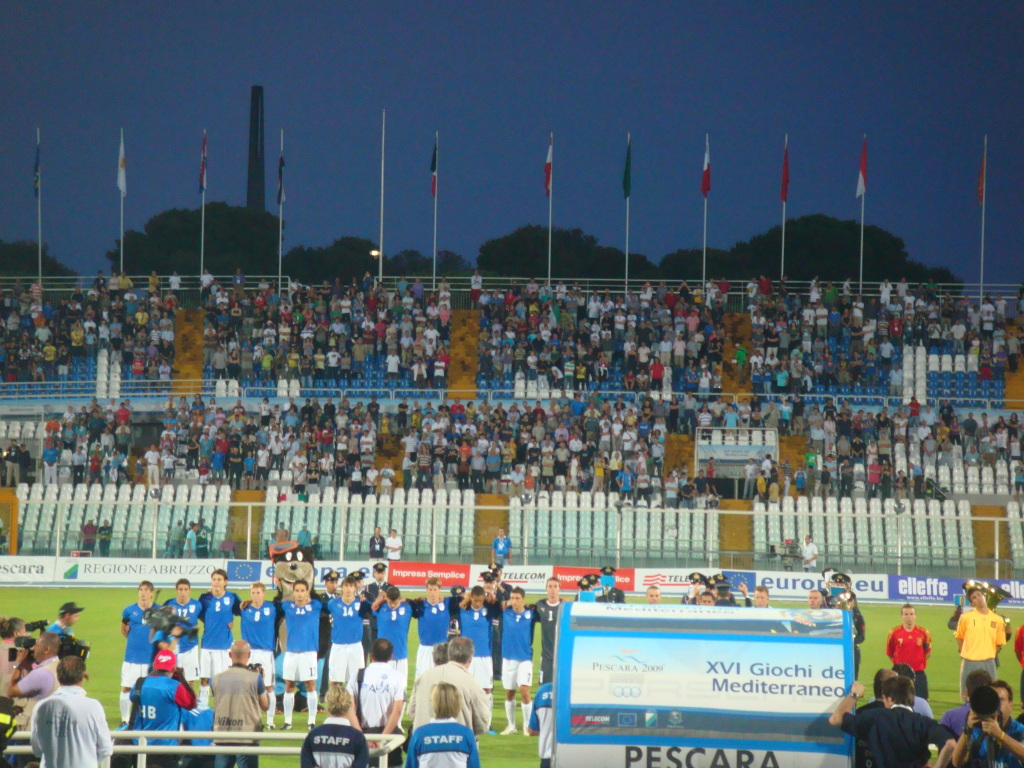
Final de fútbol entre Italia y España.

En el siguiente calendario para los Juegos del Mediterráneo 2009, cada caja azul representa una competencia evento, como una ronda de calificación, en ese día. Los recuadros amarillos representan los días durante el cual se celebraron las finales de medallas para la adjudicación de un deporte. A la izquierda el calendario enumera cada deporte con eventos celebrados durante los Juegos. Hay una llave en la parte superior del calendario para ayudar al lector.
Aunque, los Juegos comenzaron oficialmente el 26 de junio de 2009, se celebraron los primeros juegos de fútbol el 25 de junio. La ceremonia de apertura se llevó a cabo el 26 de junio, y en el mismo día el pesista tunecino Khalil El-Maaoui ganó la primera medalla de oro de los Juegos en el evento de hasta 56 kg de halterofilia masculino.
| ● | Ceremonia de apertura | ● | Competiciones | ● | Eventos finales | ● | Ceremonia de clausura |

|                              | Junio/Julio |    |    |    |    |    |    |    |    |    |    |
| Deporte                      | 25          | 26 | 27 | 28 | 29 | 30 | 01 | 02 | 03 | 04 | 05 |
| Ceremonias                   |             | ●  |    |    |    |    |    |    |    |    | ●  |
| Atletismo                    |             |    |    |    |    | ●  | ●  | ●  | ●  |    |    |
| Baloncesto                   |             | ●  | ●  | ●  | ●  | ●  | ●  | ●  | ●  | ●  |    |
| Vóley playa                  |             |    |    | ●  | ●  | ●  | ●  | ●  | ●  |    |    |
| Petanca                      |             |    |    | ●  | ●  | ●  | ●  | ●  | ●  |    |    |
| Boxeo                        |             |    | ●  | ●  | ●  | ●  | ●  | ●  |    |    |    |
| Piragüismo                   |             |    |    |    |    |    |    |    | ●  | ●  | ●  |
| Ciclismo                     |             |    |    |    |    | ●  |    |    | ●  |    |    |
| Deportes para discapacitados |             |    |    |    |    | ●  | ●  | ●  |    |    |    |
| Hípica                       |             |    |    |    |    |    | ●  |    | ●  |    |    |
| Esgrima                      |             |    |    | ●  | ●  | ●  |    |    |    |    |    |
| Fútbol                       | ●           |    | ●  |    | ●  |    | ●  |    | ●  | ●  | ●  |
| Golf                         |             |    |    |    | ●  | ●  | ●  | ●  |    |    |    |
| Gimnasia                     |             | ●  | ●  |    | ●  | ●  | ●  | ●  | ●  |    |    |
| Balonmano                    |             | ●  | ●  | ●  | ●  | ●  | ●  | ●  | ●  | ●  | ●  |
| Judo                         |             |    |    |    |    |    |    | ●  | ●  | ●  | ●  |
| Karate                       |             |    |    |    |    | ●  | ●  |    |    |    |    |
| Remo                         |             |    | ●  | ●  | ●  |    |    |    |    |    |    |
| Vela                         |             |    |    | ●  | ●  | ●  | ●  | ●  | ●  | ●  |    |
| Tiro                         |             |    | ●  | ●  | ●  | ●  | ●  | ●  | ●  |    |    |
| Natación                     |             |    | ●  | ●  | ●  | ●  |    |    |    |    |    |
| Tenis de mesa                |             |    |    |    |    | ●  | ●  | ●  | ●  | ●  |    |
| Tenis                        |             |    | ●  | ●  | ●  | ●  | ●  |    |    |    |    |
| Voleibol                     |             |    |    | ●  | ●  | ●  | ●  | ●  | ●  | ●  | ●  |
| Waterpolo                    |             |    |    |    |    | ●  | ●  | ●  | ●  |    | ●  |
| Esquí acuático               |             |    | ●  | ●  | ●  |    |    |    |    |    |    |
| Halterofilia                 |             | ●  | ●  | ●  | ●  | ●  |    |    |    |    |    |
| Lucha                        |             | ●  | ●  | ●  | ●  |    |    |    |    |    |    |
| Junio/Julio                  | 25          | 26 | 27 | 28 | 29 | 30 | 01 | 02 | 03 | 04 | 05 |

## Los juegos

### Ceremonia de apertura
La ceremonia de apertura comenzó oficialmente a las 21:00, hora de verano central europea (UTC +2), el 26 de junio de 2009 en el Stadio Adriatico. El empresario italiano Marco Balich, quien coordinó la ceremonia de apertura en los Juegos Olímpicos de Invierno de 2006 que se celebraron en Turín, fue su productor y director, mientras que los "momentos de música y actuaciones teatrales" fueron desarrollados por el director de coreografía Doug Jack. La empresa K-events (ahora Filmmaster Eventos), filial del grupo italiano holding Filmmaster Group, fue el responsable de la organización de las ceremonias inaugural y de clausura.
La ceremonia, entre otros dignatarios e invitados, incluido el entonces presidente del Comité Olímpico Internacional Jacques Rogge, el presidente del Comité Organizador de los Juegos Mediterráneos Amar Addadi, el primer ministro de Italia Silvio Berlusconi, el príncipe Alberto II de Mónaco, el comisario extraordinario de los juegos Mario Pescante, el presidente del comité organizador de los juegos de Pescara Sabatino Aracu, el presidente del Comités Olímpicos Europeos (EOC) Patrick Hickey, presidente del Comité Olímpico Nacional Italiano (Italian: Comitato Olimpico Nazionale Italiano) Gianni Petrucci, y el secretario general del EOC y del CONI Raffaele Pagnozzi.
La cultura de la región de Abruzzo y la Cultura mediterránea se destacaron en las dos horas y media larga ceremonia de apertura. Para ese día, el estadio estaba totalmente lleno en toda su capacidad (25.000 espectadores). Se realizó un homenaje a las víctimas del Terremoto de L'Aquila, que se produjo en la región de Abruzzo el 6 de abril de 2009 y dejó un total de 308 muertos. La bandera de Italia fue llevada por integrantes de las fuerzas especiales italianas "que fueron los primeros en llegar a L'Aquila", como acto. La ceremonia presentó la actuación especial de la Fuerza Aérea Italiana. El músico y cantautor Eros Ramazzotti cantó "L'orizzonte", canción perteneciente a su quinto álbum titulado Ali e Radici. El principal atractivo de la ceremonia fue la "Ceremonia del Agua". El "camino del agua" se llevó a cabo a través de las aldeas más afectadas por el terremoto y terminó en el estadio.

### Deportes
Los Juegos Mediterráneos tienen la peculiaridad deportiva de no incluir en su nómina todos los denominados deportes olímpicos ya que algunos son omitidos y otros son añadidos. El comité organizador estableció, para esta edición de los Juegos, 29 disciplinas deportivas.
Los deportes fueron los siguientes: atletismo, vóley playa, petanca, remo, piragüismo, fútbol, ciclismo, gimnasia artística, golf, judo, karate, lucha, natación, baloncesto, balonmano, waterpolo, voleibol, lucha libre, patinaje sobre ruedas, esgrima, esquí náutico, halterofilia, equitación, tenis, tenis de mesa, tiro, tiro olímpico, deportes para discapacitados y vela.

### Ceremonia de clausura

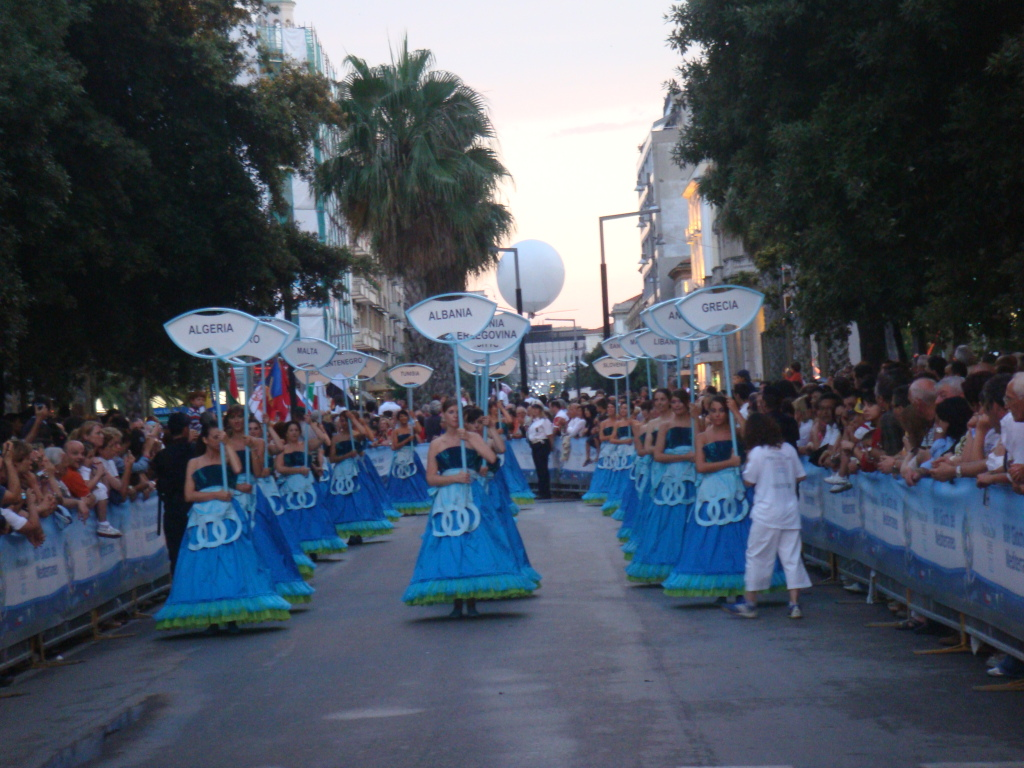
Jóvenes portando carteles con el nombre del país que participa en italiano durante la ceremonia de clausura.

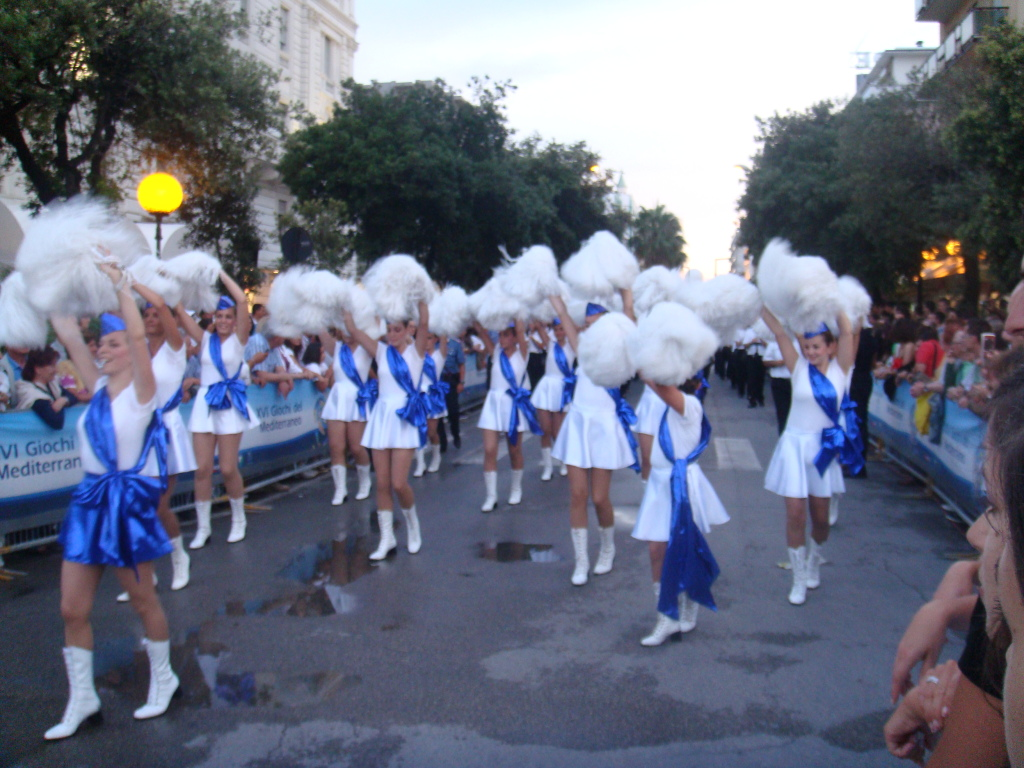
Majorettes durante la ceremonia de clausura.

La ceremonia de cierre de los Juegos Mediterráneos de 2009 concluyó los Juegos de Pescara, el 5 de julio de 2009. Comenzó a las 9:00 p. m., hora de verano de Europa Central (GMT + 2: 00), y se llevó a cabo en las calles de la ciudad. El "principal elemento "de la ceremonia era blanco, y los espectadores se les hizo por los organizadores para llevar ropa blanca. El evento fue dirigido por Marco Balich y organizado por K-events.
La ceremonia incluyó la entrega de los Juegos de Pescara a Volos, coanfitrión de los Juegos Mediterráneos de 2013. El ejército italiano tocó el Himno nacional, Il Canto degli Italiani. El alcalde de Pescara, Luigi Albore Mascia, luego le entregó la bandera de los Juegos del Mediterráneo al presidente del Comité Internacional de los Juegos Mediterráneos, Amar Addadi, quien a su vez se lo pasó a Aleksandros Voulgaris, el alcalde de Volos. El acto de clausura de la ceremonia fue la romanza de Mario Cavaradossi "E lucevan le stelle", interpretada por el cantante de pop local Piero Mazzocchetti, que fue especialmente elegido para este fin por el presidente del comité organizador Sabatino Aracu.

## Países participantes
| - Albania - Andorra - Argelia - Bosnia y Herzegovina - Chipre - Croacia | - Egipto - Eslovenia - España - Francia - Grecia - Italia | - Líbano - Libia - Malta - Marruecos - Mónaco - Montenegro | - San Marino - Serbia - Siria - Túnez - Turquía |

| Predecesor: Almería 2005 | XVI Juegos Mediterráneos 2009 | Sucesor: Mersin 2013 |